# Murenge
Murenge är ett vattendrag i Burundi.   Det ligger i provinsen Makamba, i den södra delen av landet, 90 km söder om huvudstaden Bujumbura.
Omgivningarna runt Murenge är en mosaik av jordbruksmark och naturlig växtlighet. Runt Murenge är det tätbefolkat, med 319 invånare per kvadratkilometer.